# La donna di cuori
La donna di cuori è una miniserie televisiva italiana articolata in cinque puntate e centrata sulla figura del tenente Sheridan, interpretato dall'attore Ubaldo Lay.
È andata in onda sul Programma Nazionale nella prima serata del venerdì dal 24 ottobre al 21 novembre 1969.

## Soggetto
Diretta da Leonardo Cortese su sceneggiatura di Alberto Ciambricco e Mario Casacci, la fiction fa parte delle quattro miniserie il cui titolo richiama le figure femminili di un mazzo di carte da gioco e che talvolta sono indicate come i teleromanzi delle donne.

## Trama
L'investigatore dallo spolverino color ghiaccio è impegnato in questa serie nella soluzione di un caso che volge al romantico: si innamora infatti di un'affascinante bruna, impersonata da Emma Danieli e, non a caso, la miniserie è intitolata alla 'donna di cuori'. Giungeranno alla polizia delle lettere anonime firmate "La donna di cuori". Nell'ultima puntata Sheridan e i suoi collaboratori si trasferiranno in Svizzera dove l'inchiesta avrà termine.

## Interpreti
Il cast è composto da attori italiani di estrazione cinematografica e teatrale.
Ubaldo Lay, che interpreta il ten. Sheridan, è il protagonista dello sceneggiato. Le due protagoniste femminili sono interpretate da Emma Danieli e Sandra Mondaini (quest'ultima alle prese con il suo primo ed unico ruolo non comico della sua carriera). Fra gli interpreti anche il celeberrimo Amedeo Nazzari.

## Collocazione
Lo sceneggiato si svolge nella cittadina di Baia Domizia.

## Sigle
La sigla iniziale della serie era Centomila violoncelli cantata da Italo Janne quella finale Whisky cantata da Sergio Leonardi